# Tomasz Żukowski (historyk literatury)
Tomasz Hubert Żukowski (ur. 3 listopada 1969) – polski historyk literatury, związany z Instytutem Badań Literackich Polskiej Akademii Nauk.

## Życiorys
Studiował polonistykę na Uniwersytecie Warszawskim. Jest pracownikiem Instytutu Badań Literackich Polskiej Akademii Nauk. Tam w 2006 obronił pracę doktorską Obrazy Chrystusa w twórczości Aleksandra Wata i Tadeusza Różewicza napisaną pod kierunkiem Marii Janion, w 2019 uzyskał stopień doktora habilitowanego na podstawie pracy Wielki retusz. Jak zapomnieliśmy, że Polacy zabijali Żydów
Opublikował m.in. Obrazy Chrystusa w twórczości Aleksandra Wata i Tadeusza Różewicza (2014), Przemoc filosemicka? Nowe polskie narracje o Żydach po roku 2000 (2016 - z Elżbietą Janicką), Wielki retusz. Jak zapomnieliśmy, że Polacy zabijali Żydów (2018), Pod presją. Co mówią o Zagładzie ci, którym odbieramy głos (2021). W latach 2000–2010 redagował kwartalnik Bez Dogmatu. W latach 2002–2004 koordynował program badania podręczników gimnazjalnych pod kątem obrazu mniejszości etnicznych, religijnych i seksualnych dla stowarzyszenia Otwarta Rzeczpospolita.